# Urbanki (województwo mazowieckie)
Urbanki – wieś w Polsce położona w województwie mazowieckim, w powiecie sokołowskim, w gminie Bielany.
W latach 1975–1998 miejscowość administracyjnie należała do województwa siedleckiego.